# Bento Gonçalves
Bento Gonçalves ist eine Stadt im Bundesstaat Rio Grande do Sul im Süden Brasiliens. Sie liegt etwa 110 km nördlich von Porto Alegre. Benachbart sind die Orte Farroupilha, Garibaldi, Monte Belo do Sul, Veranópolis, Cotiporã, Santa Tereza und Nova Roma do Sul. Ursprünglich war Bento Gonçalves Teil des Munizips Montenegro.
Die Stadt ist benannt nach einem der Führer der Farrapen-Revolution Bento Gonçalves da Silva.

## Kultur
In der Stadt ist das Migrationsmuseum Museu Histórico Casa do Imigrante beheimatet.

## Söhne und Töchter der Stadt
- Orlando Geisel (1905–1979), General, Armeeminister und Oberbefehlshaber der Armee, Bruder Ernesto Geisels
- Ernesto Geisel (1908–1996), Militär und Politiker, Präsident Brasiliens von 1974 bis 1979
- Luiz Colussi (1931–1996), katholischer Bischof
- Nelson Piletti (* 1944), Hochschullehrer und Autor
- Marcus Vinícius Freire (* 1962), Volleyballspieler, Funktionär des Olympischen Komitee Brasiliens
- Carlos Miguel (* 1972), Fußballspieler
- Gilberto da Costa Arilson (* 1973), Fußballspieler
- Rafael Luiz Fantin (* 1978), Volleyballspieler
- Renato Benatti (* 1981), Fußballspieler
- Franco Paese (* 1990), Volleyballspieler
- Jéssica Pauletto (* 1990), Model
- Andrei Girotto (* 1992), Fußballspieler
- Lucas Bergamini (* 1997), Padelspieler

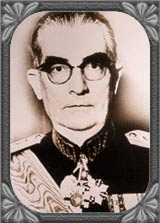
Armeeminister Orlando Geisel
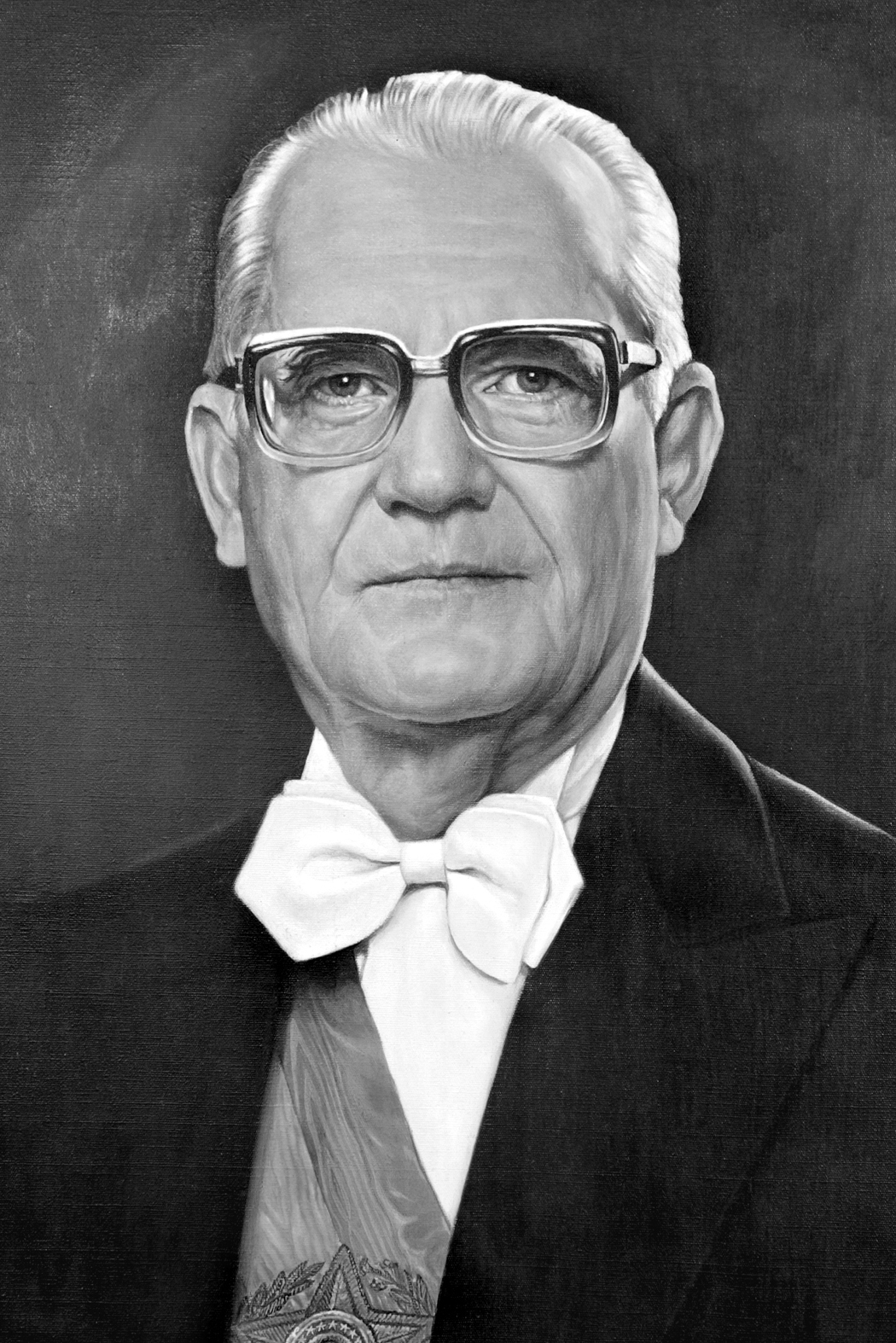
Präsident Ernesto Geisel (1974)